# 新胜镇
新胜镇，是中华人民共和国重庆市潼南区下辖的一个乡镇级行政单位。

## 行政区划
新胜镇下辖以下地区：
铁线村、桅杆村、圆通村、三星村、南刊村、钟锋村、石桥村和盘山村。